# Aeroporto di Palmas
L'aeroporto di Palmas-Brigadeiro Lysias Rodrigues (IATA: PMW, ICAO: SBPJ) è un aeroporto brasiliano che serve Palmas capitale dello stato del Tocatins. L'aeroporto prende il nome dal brigadiere Lysias Augusto Rodrigues (1896-1957), una delle figure fondatrici dell'aeronautica brasiliana e fondamentale per l'integrazione del Tocantins al Brasile attraverso i servizi aerei passeggeri dell'aeronautica brasiliana.

## Storia
L'aeroporto è stato inaugurato il 5 ottobre 2001. Ha una superficie di 23 739 952 m², sufficiente per future espansioni. Il terminal ha una superficie di 12 300 m² e una capacità di 2 100 000 passeggeri all'anno.
Precedentemente gestito da Infraero, il 7 aprile 2021 CCR ha ottenuto una concessione trentennale per la gestione dell'aeroporto.

## Statistiche
Questo grafico non è disponibile a causa di un problema tecnico.
Si prega di non rimuoverlo.
Vedi la query Wikidata di origine.